# بارمبک-سود
بارمبک-سود (به آلمانی: Hamburg-Barmbek-Süd) یک منطقهٔ مسکونی در آلمان است که در Hamburg-Nord واقع شده‌است.